# 윌리엄 파월 프리스

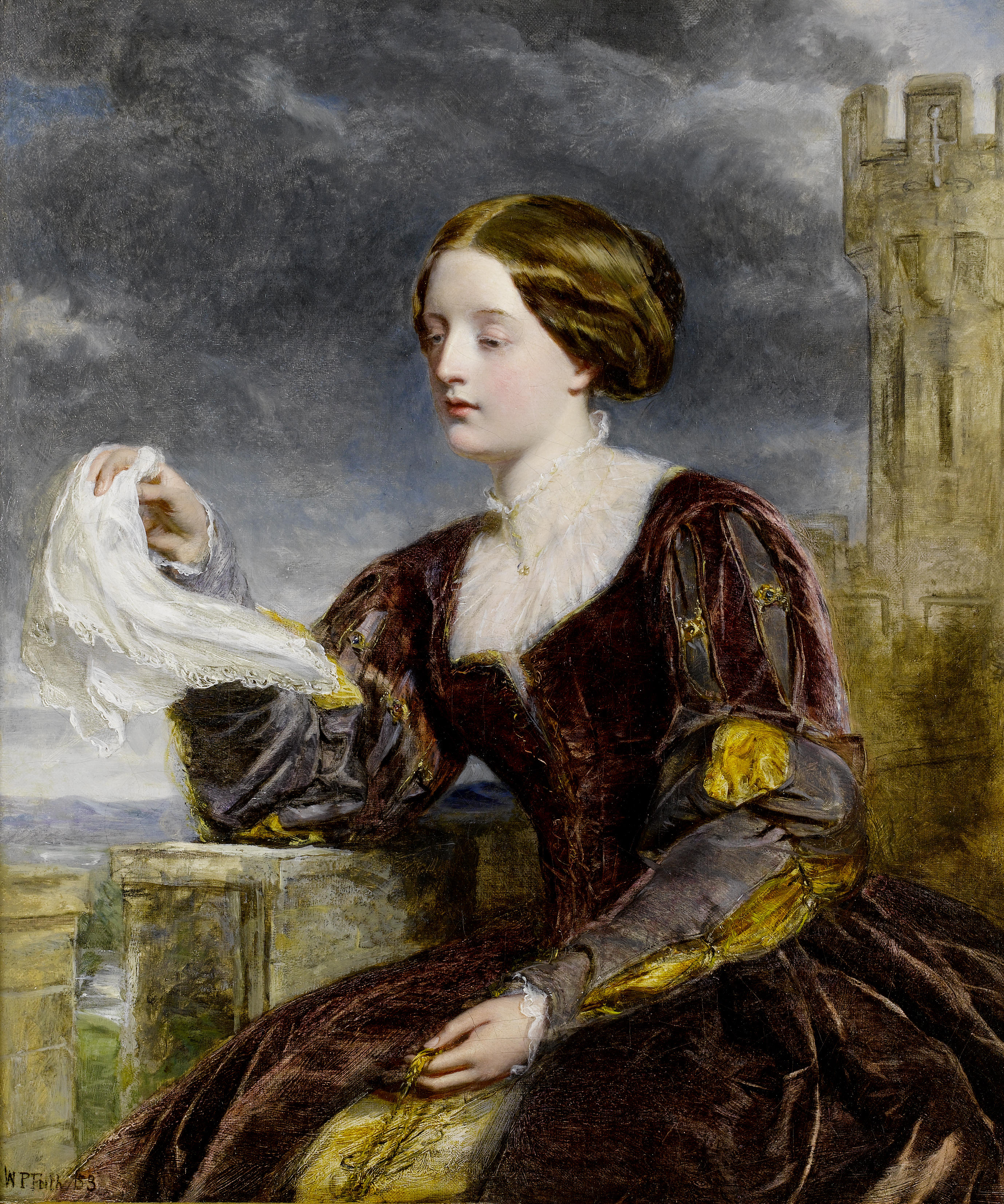
《신호》, 1858년

윌리엄 파월 프리스(William Powell Frith, 1819년 1월 9일 ~ 1909년 11월 2일)는 빅토리아 시대의 풍속과 서사적 파노라마 작품을 전문으로 한 잉글랜드의 화가이다. 1853년 왕립예술원 회원으로 선출되었으며, 《잠든 모델》(The Sleeping Model)을 회원 자격 작품으로 제출하였다. 프리스는 "호가스 이후 최고의 영국 사회상 화가"로 평가받았다.

## 초년기
윌리엄 파월 프리스는 1819년 1월 9일 요크셔 웨스트라이딩의 리펀 근교 올드필드에서 태어났다. 본래는 경매인이 되려고 했다. 그의 어머니는 제인 프리스(구 제인 파월, 1779년~1851년)였다. 프리스는 해러깃에서 호텔을 운영하던 아버지의 권유로 미술을 시작하게 되었다. 프리스는 잉글랜드 초상화가 헨리 키워스 레인(1872년~1932년)의 대고모부이자 조언자였다.
1835년 런던으로 이주하여 샬럿가의 새스 아카데미에서 정식 미술 교육을 시작했으며, 이후 왕립예술원 학교에서 수학했다. 프리스는 초상화가로 경력을 시작했으며 1838년 영국학술원에서 첫 전시회를 가졌다. 1840년대에는 찰스 디킨스(1859년에 초상화를 그림)와 로렌스 스턴과 같은 작가들의 문학 작품에서 영감을 받은 작품들을 주로 제작했다.

## 경력

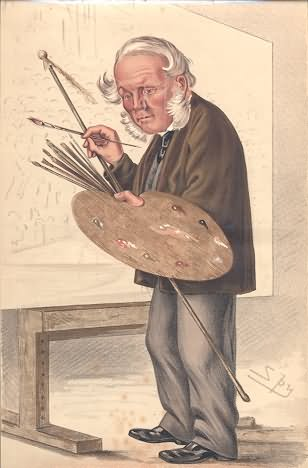
1873년 5월 10일 《배니티 페어》에 실린 스파이의 "더비의 날" 제목의 WP 프리스 RA의 초상화.

프리스는 리처드 대드가 속해있던 '더 클리크'의 회원이었다. 그의 작품에 가장 큰 영향을 준 것은 데이비드 윌키 경의 인기 있는 가정 소재 그림들이었다. 윌키의 유명한 그림 《첼시 연금 수령자들》(The Chelsea Pensioners)은 프리스의 가장 유명한 작품들의 창작 동기가 되었다. 윌키의 선례를 따르면서도 친구인 디킨스의 작품을 모방하여, 프리스는 빅토리아 시대의 모든 계층이 공공장소에서 만나고 교류하는 모습을 복잡한 다인물 구도로 그려냈다. 《램스게이트 해변》(Ramsgate Sands, 일명 《해변가의 일상》, 1854년)에서는 해변 휴양지의 방문객들과 공연자들을 묘사했다. 이어서 로버트 하울렛의 사진 연구를 바탕으로 엡섬 다운스 경마장의 군중 장면을 담은 《더비의 날》(The Derby Day)을 제작했다. 1858년 작인 이 작품은 제이콥 벨이 1,500파운드에 구매했다. 왕립예술원에 전시될 때는 너무나 인기가 많아 특별히 설치된 난간으로 보호해야 했다. 또 다른 유명 그림으로는 패딩턴역의 풍경을 담은 《기차역》(The Railway Station)이 있다. 1863년에는 웨일스 왕자(후의 에드워드 7세)와 덴마크의 알렉산드라 공주의 결혼식을 그리도록 간택받았다.

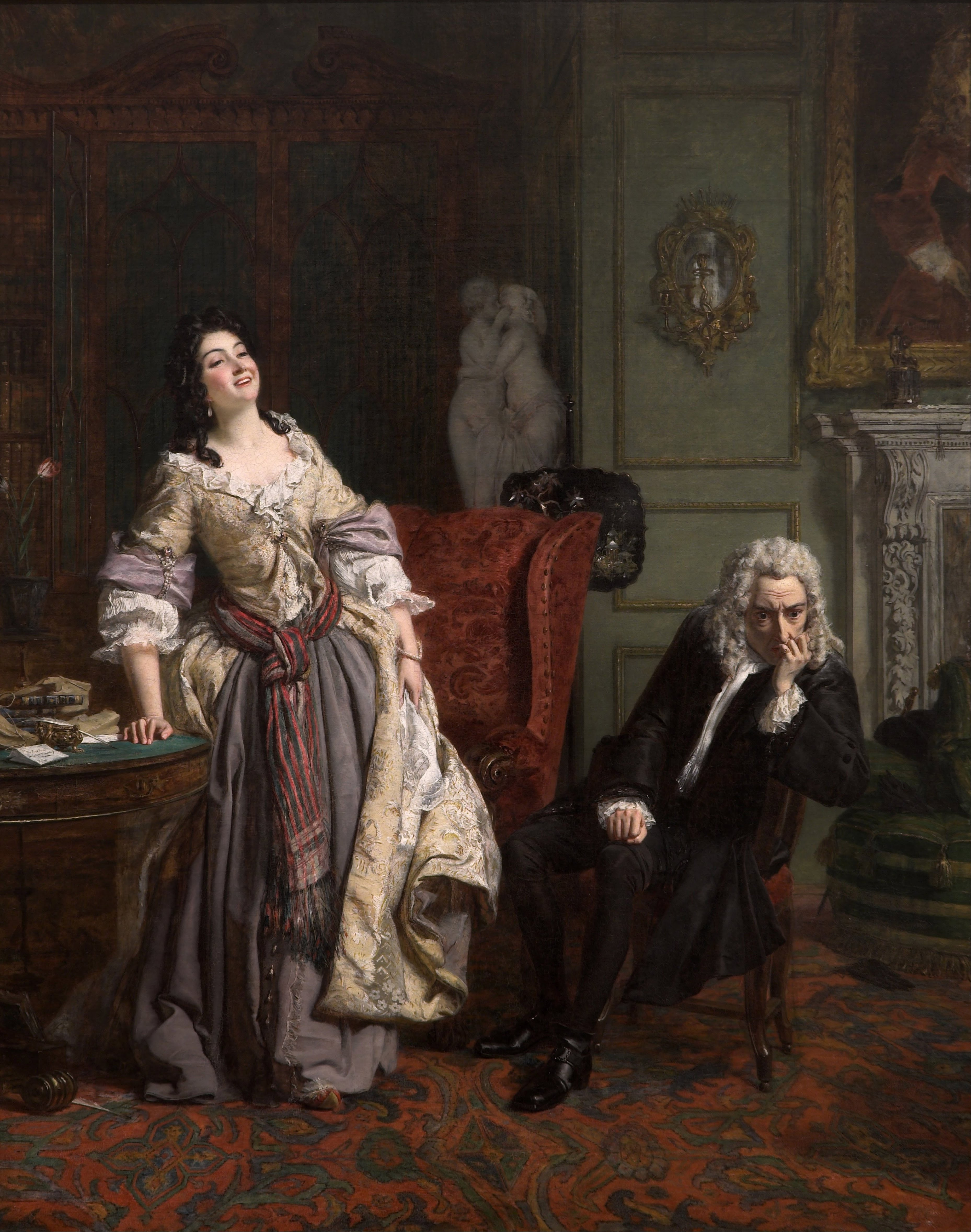
《포프가 메리 워틀리 몬타규 부인에게 구애하다》(1852년)

1858년 작품 《길거리 청소부》(The Crossing Sweeper)는 "런던 거리에서 벌어지는 부와 빈곤의 충돌을 묘사하며 새로운 지평을 열었다"는 평가를 받았다.
후기 경력에서는 윌리엄 호가스의 방식을 따라 각각 5점으로 구성된 두 개의 연작을 그렸다. 도박의 위험성을 다룬 《파멸로 가는 길》(Road to Ruin, 1878년)과 무모한 금융 투기를 다룬 《부를 향한 경주》(Race for Wealth, 1880년)가 그것이다. 1890년 왕립예술원에서 은퇴했으나 1902년까지 전시를 계속했다.
프리스는 전통주의자로서 자서전인 《나의 자서전과 회상》(My Autobiography and Reminiscences, 1887년)과 《추가 회상록》(Further Reminiscences, 1888년) 및 다른 저술들을 통해 현대 미술의 발전에 대한 반감을 드러냈다. 또한 라파엘 전파와 유미주의 운동의 철저한 반대자였으며, 이는 《왕립예술원에서의 사적인 관람》(A Private View at the Royal Academy, 1883년; 개인소장)이라는 그림에서 풍자되었다. 이 그림에서는 오스카 와일드가 미술을 논하는 동안 프리스의 친구들이 못마땅한 표정으로 바라보는 모습이 묘사되어 있다. 같은 전통주의자인 프레더릭 레이턴이 이 그림에 등장하며, 화가 존 에버렛 밀레이와 소설가 앤서니 트롤로프도 그려져 있다.
말년에는 자신의 유명 그림들을 많이 복제했으며, 누드화 《목욕 후》와 같이 성적으로 더 자유로운 작품들도 그렸다. 유명한 이야기꾼으로서 그의 저술, 특히 수다스러운 자서전은 매우 인기가 있었다.
1856년, "사진 연구소"에서 로버트 하울렛이 "순수 예술가" 초상화 시리즈의 일환으로 프리스를 촬영했다. 이 사진은 1857년 맨체스터 예술품 전시회에서 전시된 작품군에 포함되었다.
프리스는 1909년 90세의 나이로 사망했으며 런던의 켄설 그린 묘지에 안장되었다.

### 전시와 유산
프리스의 고국 영국에서 반세기 만의 첫 대규모 회고전이 2006년 11월 런던의 길드홀 미술관에서 열렸다. 2007년 3월에는 노스요크셔의 해러게이트 머서 미술관으로 옮겨졌다. 프리스의 마지막 주요 작품인 《사적인 관람》(1881)의 습작이 머서 미술관에 소장되어 있다. 그의 작품은 또한 1951년 10월 25일부터 12월 1일까지 열린 전시회에서 런던의 화이트채플 갤러리에서도 전시되었다. 프리스의 그림들은 더비 미술관, 셰필드, 해러깃, 빅토리아 앨버트 박물관을 포함한 여러 영국 기관들이 소장하고 있다.

## 사생활
프리스는 두 번 결혼했다. 첫 번째 부인 이자벨과의 사이에서 12명의 자녀를 두었으며, 한편으로는 1마일 떨어진 곳에서 정부(이전의 피후견인이었던 메리 올포드)와 7명의 자녀를 더 두었다. 이는 《생일 축하합니다》와 같은 그림에서 묘사된 올곧은 가정의 모습과는 크게 대조되는 것이었다. 프리스는 1880년 이자벨이 사망한 지 1년 후 올포드와 결혼했다. 첫 번째 가정의 딸인 제인 엘렌 팬턴은 1908년 《인생의 나날들》(Leaves of a life)을 출간했다. 이 책은 아버지와 가족이 교류했던 예술가, 문인들, 주로 '더 클리크' 회원들에 대해 서술한 어린 시절의 회고록이다. 프리스의 첫 번째 결혼에서 태어난 세 번째 아들인 월터 프리스는 14편의 희곡과 3편의 소설을 쓴 작가였다.

## 갤러리

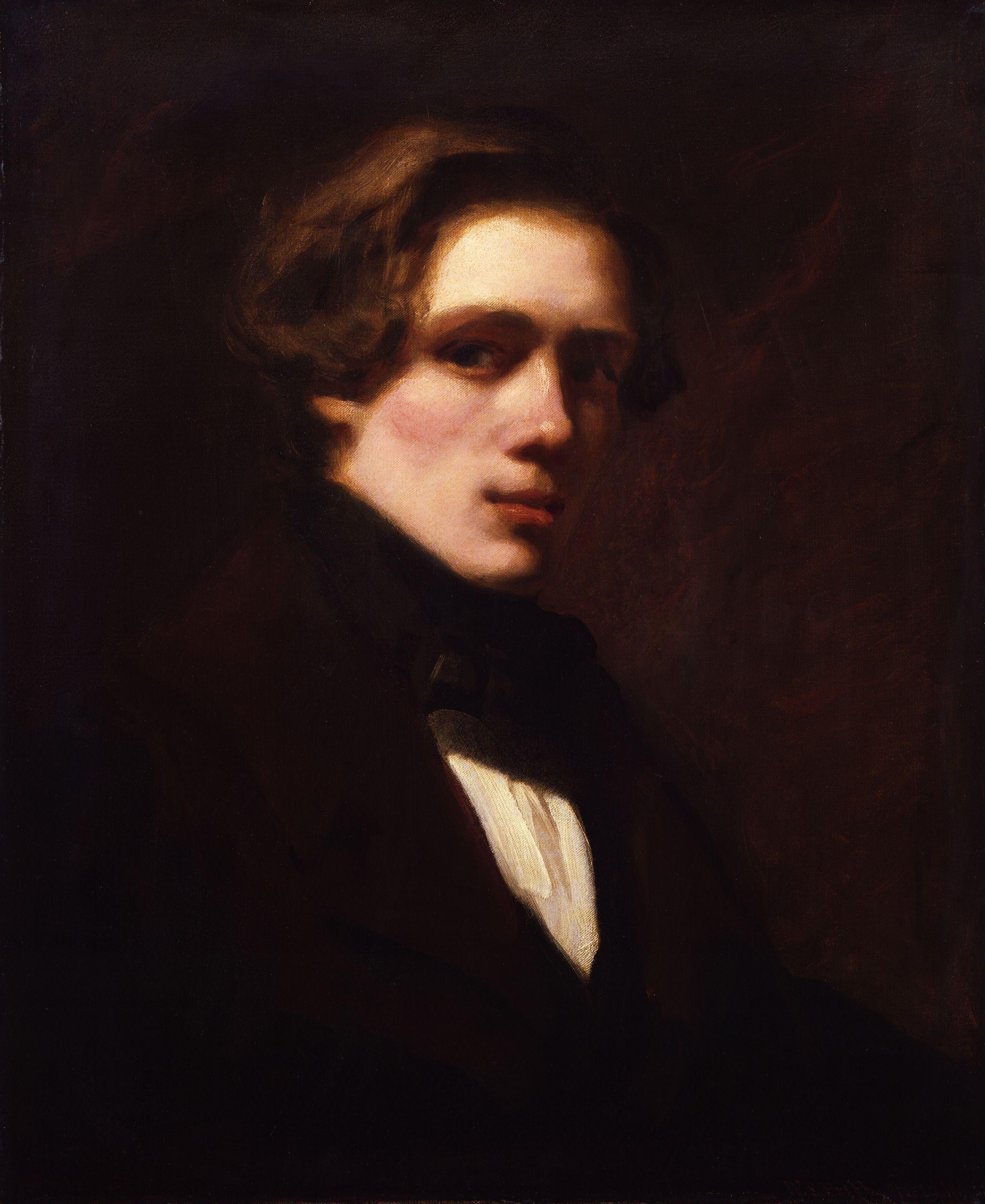
《자화상》, 1838년
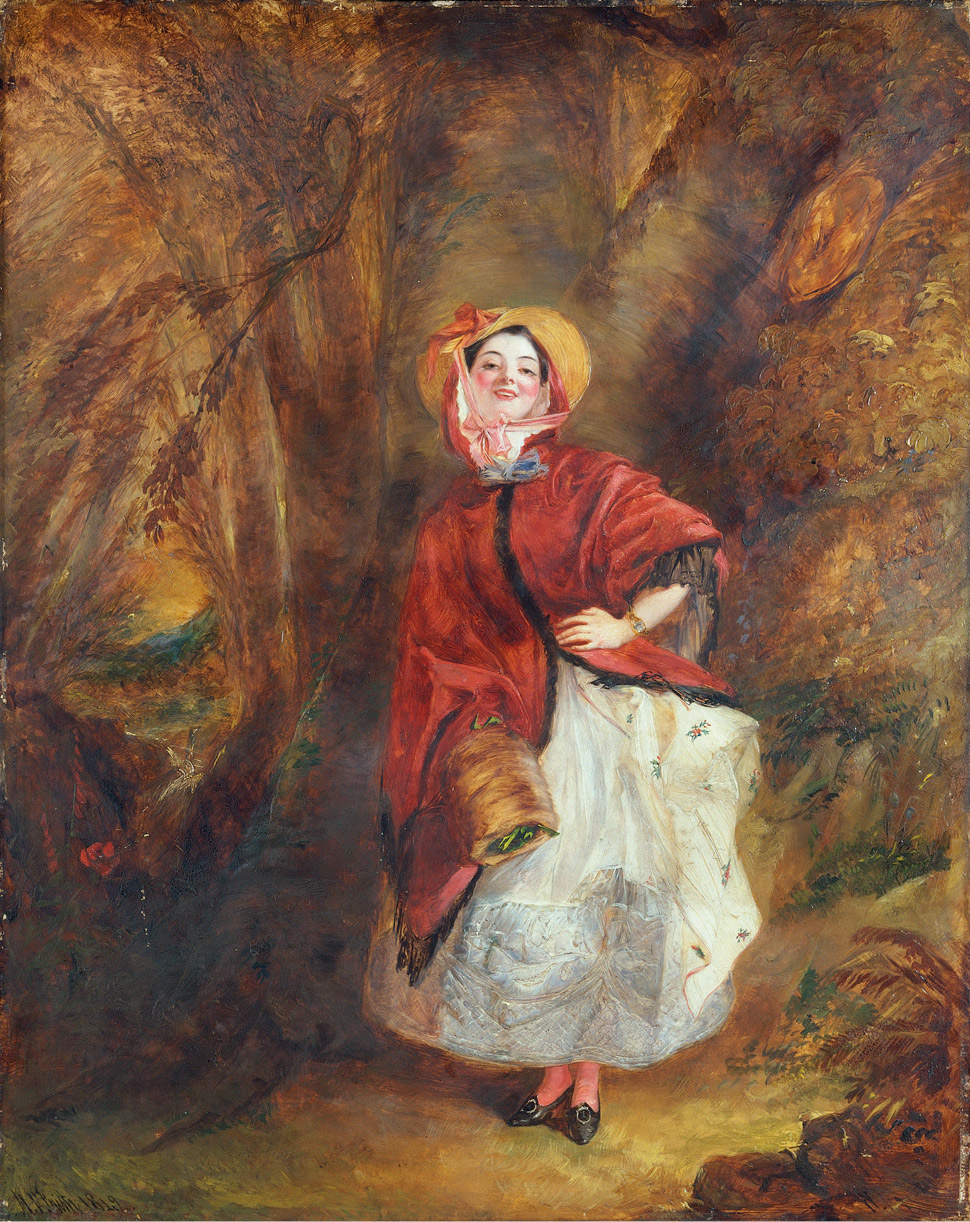
《돌리 바든》, 1842년
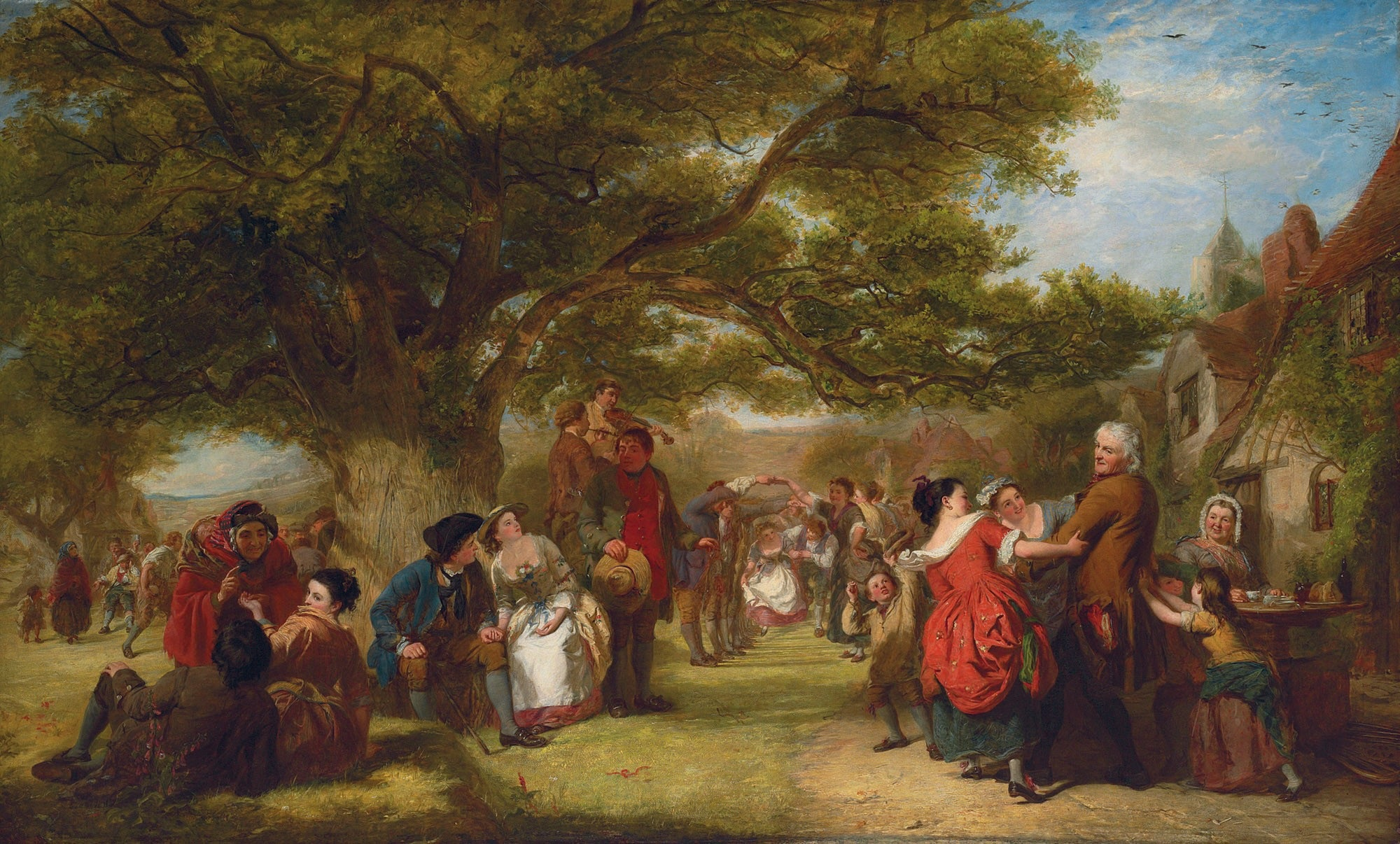
《백 년 전 잉글랜드의 축제》, 1847년
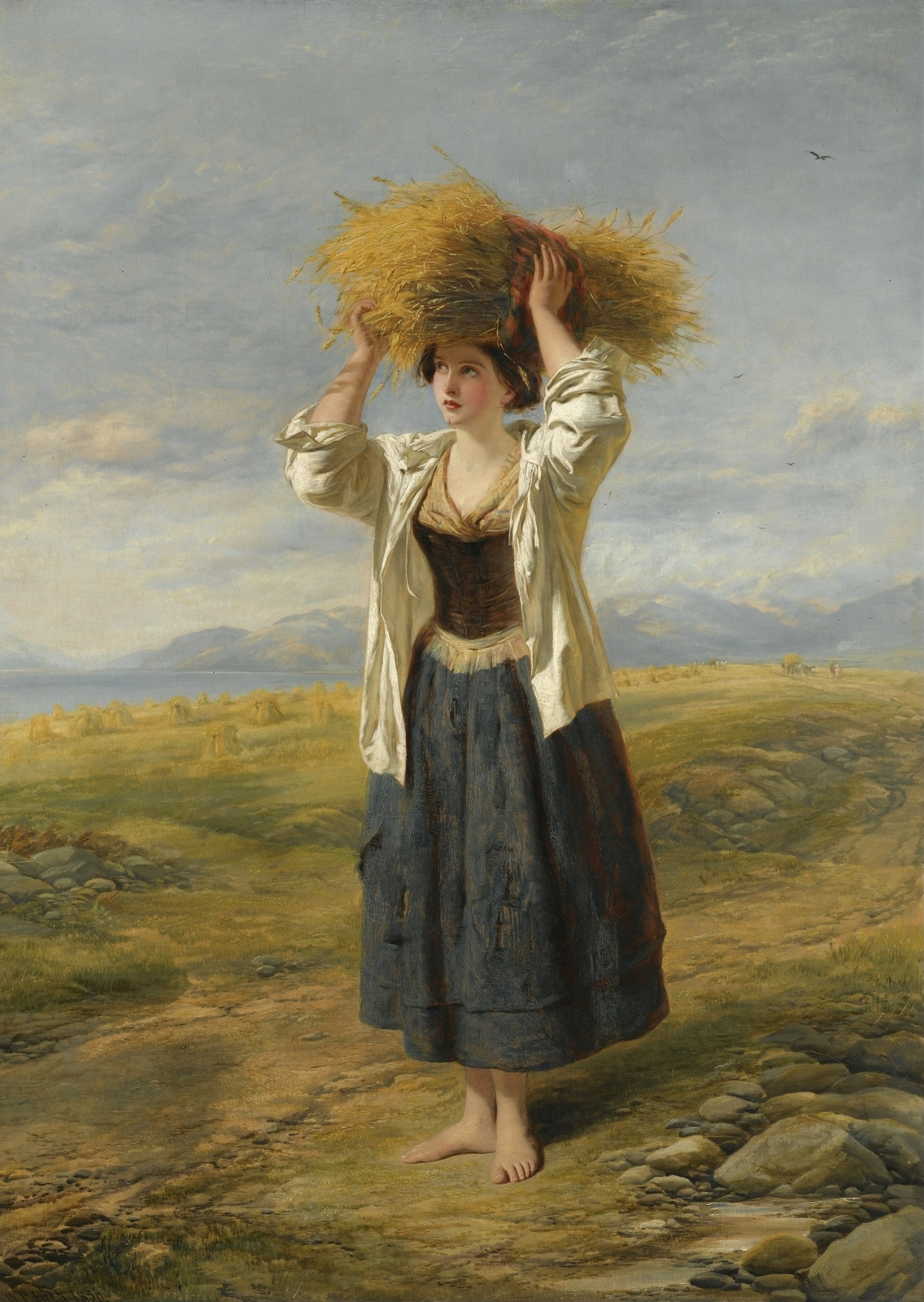
《이삭 줍는 소녀》, 1850년경
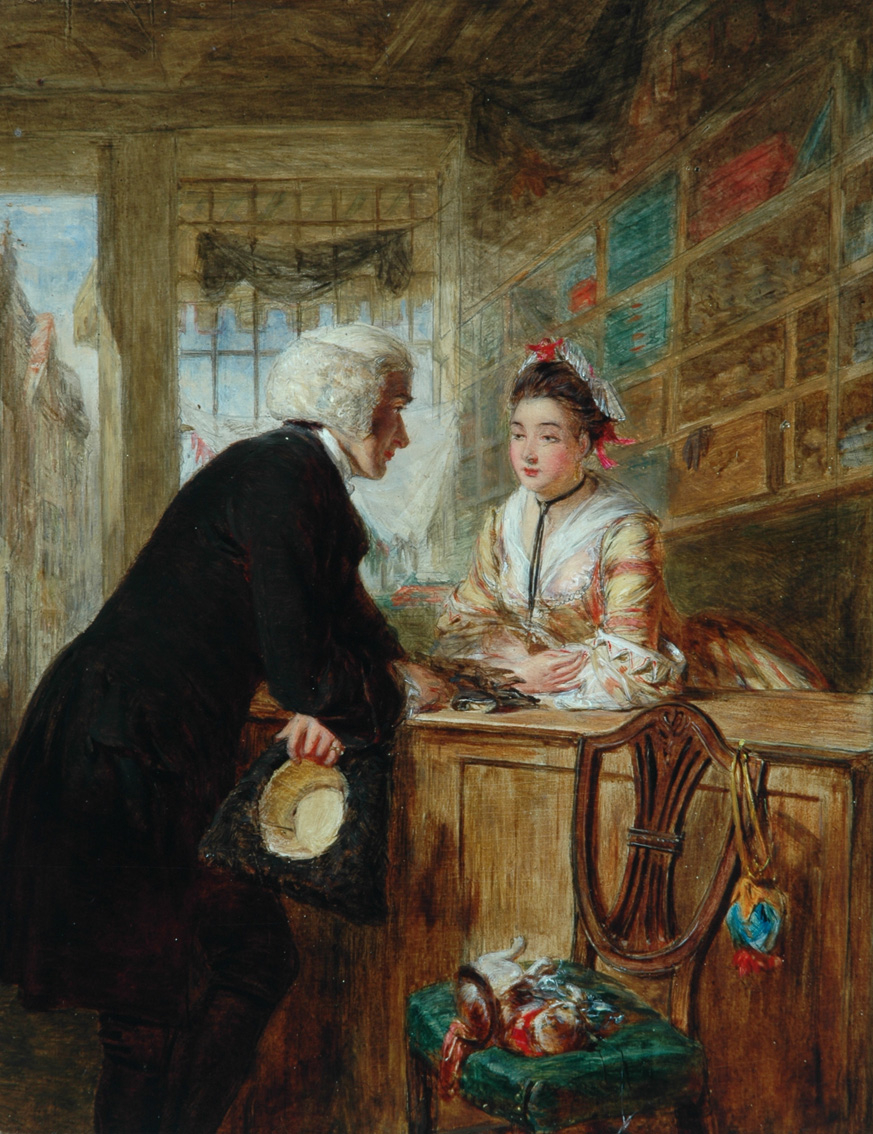
《아름다운 그리제트》, 1853년. 로렌스 스턴의 《프랑스와 이탈리아를 통한 감상적 여행》의 한 장면
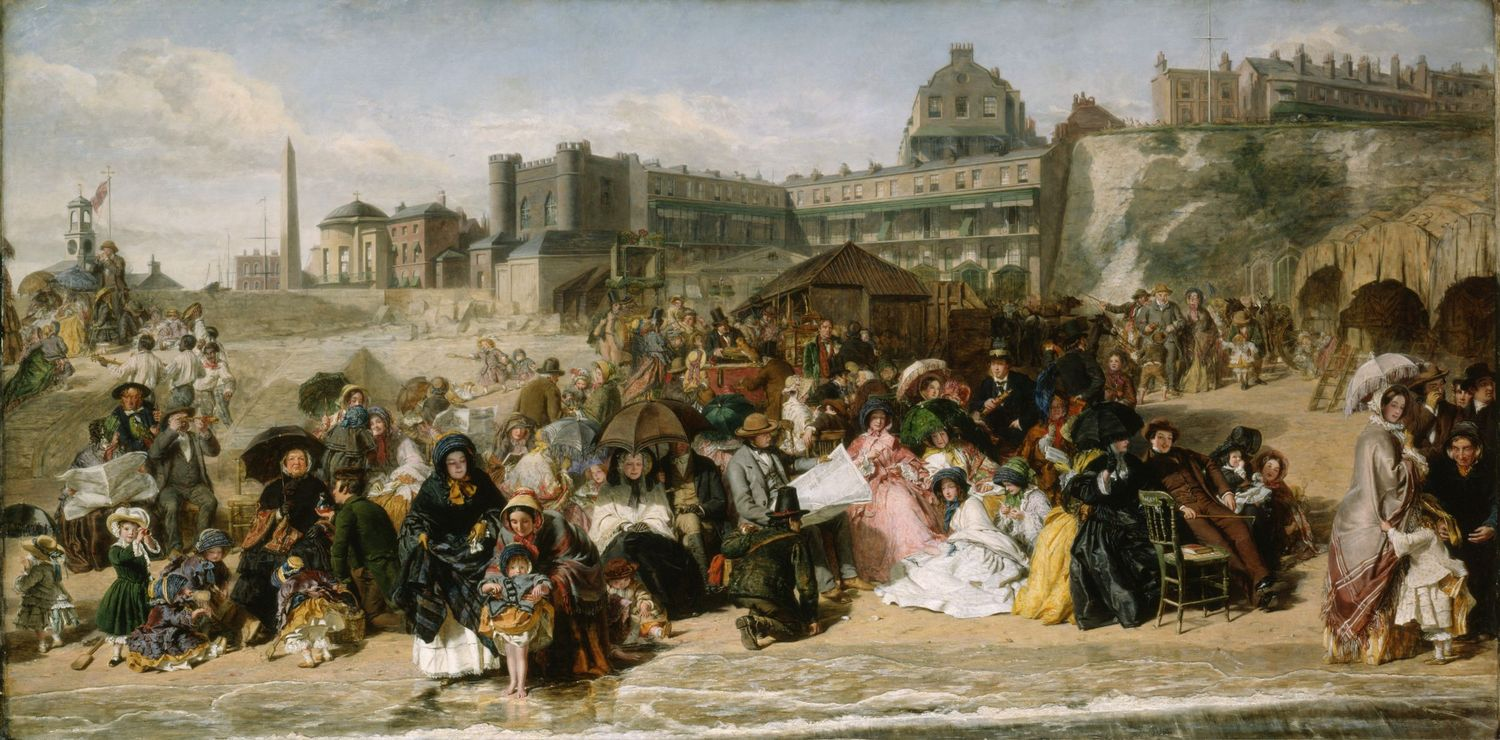
《램스게이트 해변》, 1854년
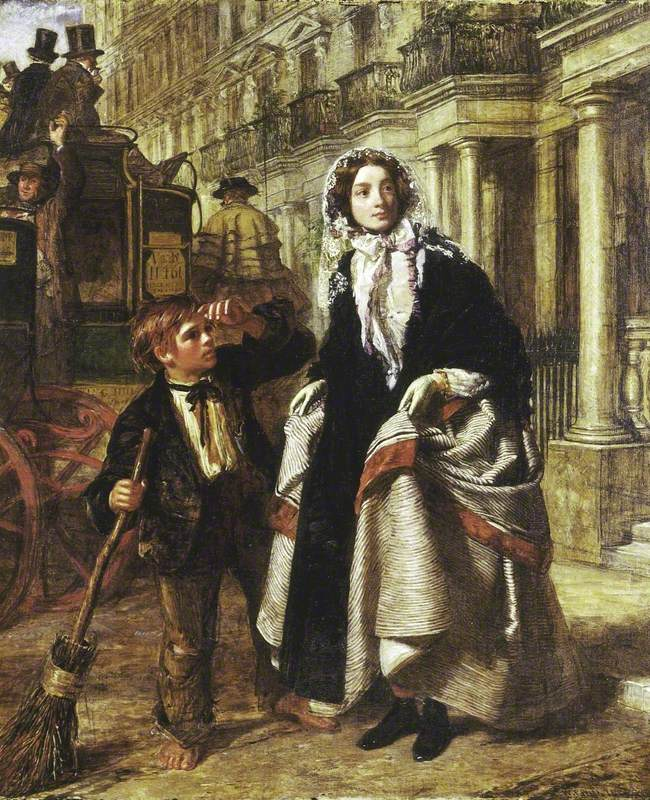
《길거리 청소부》, 1858년
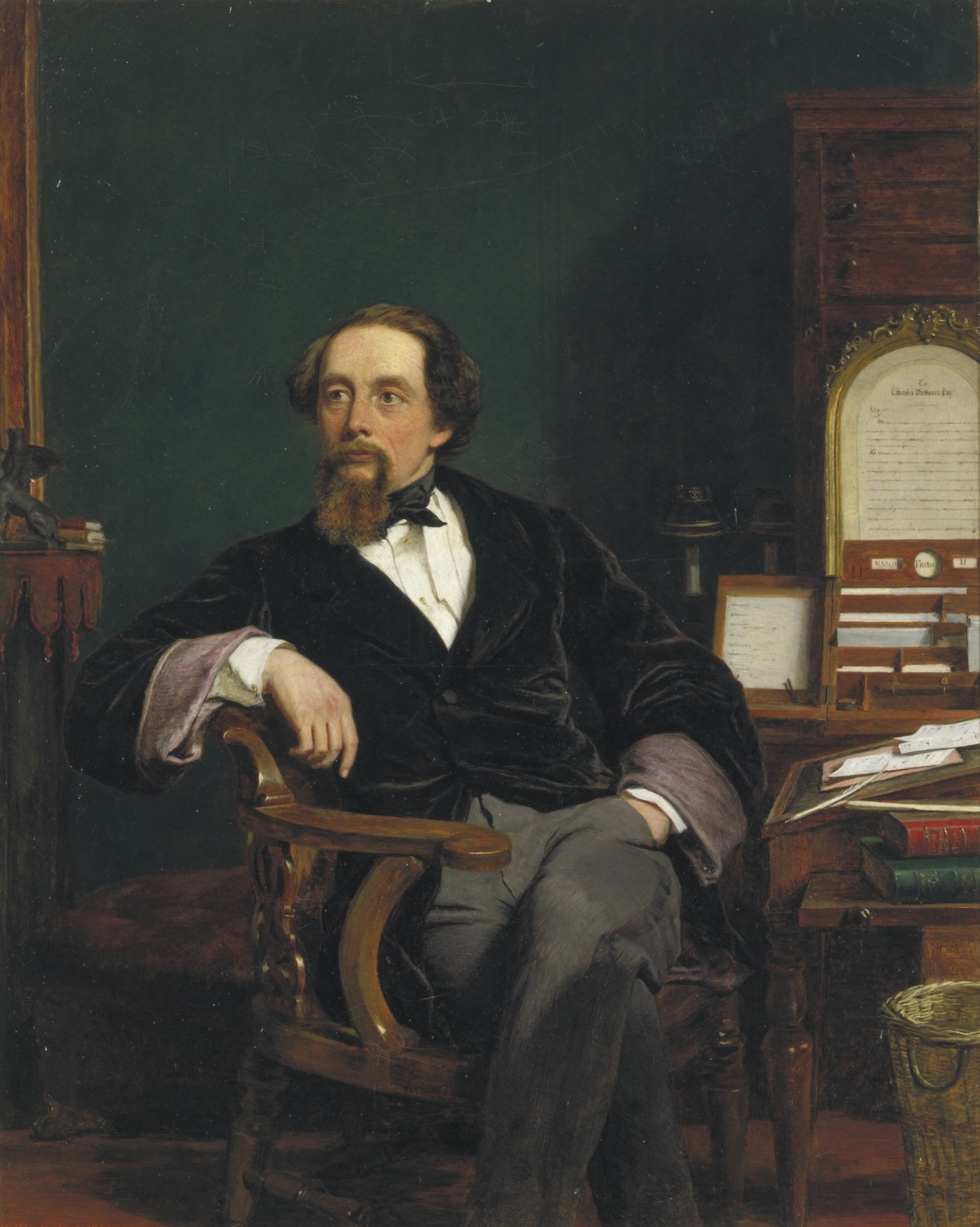
《서재의 찰스 디킨스》, 1859년
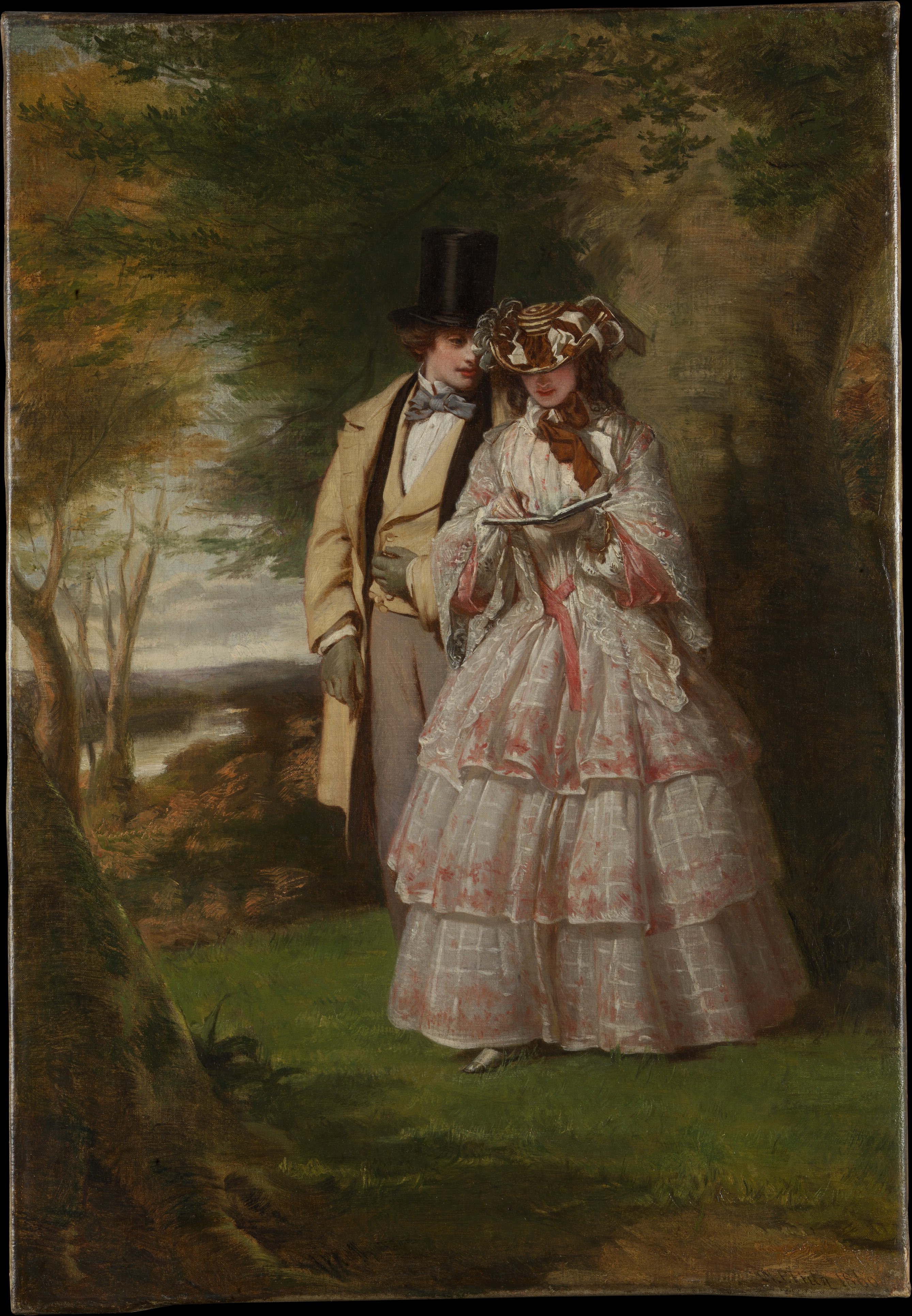
《"더비의 날"의 중심 인물들》, 메트로폴리탄 미술관 소장, 1860년
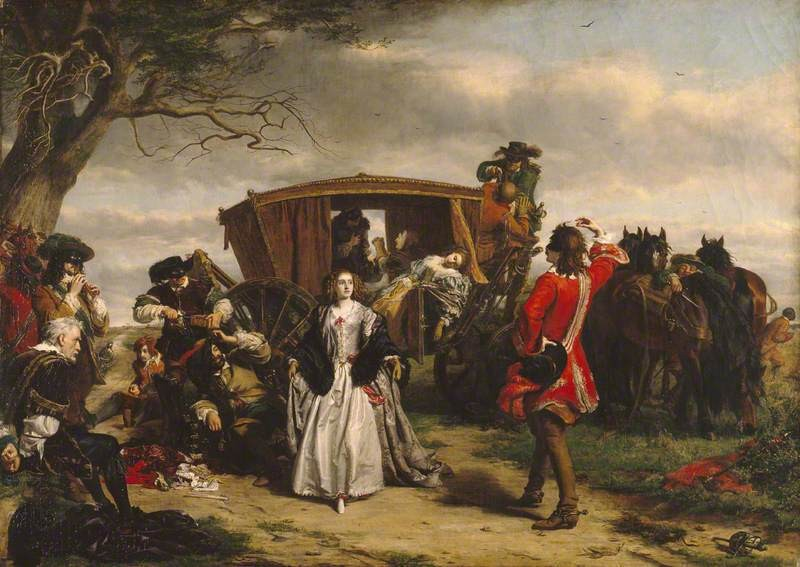
《클로드 뒤발》, 1860년
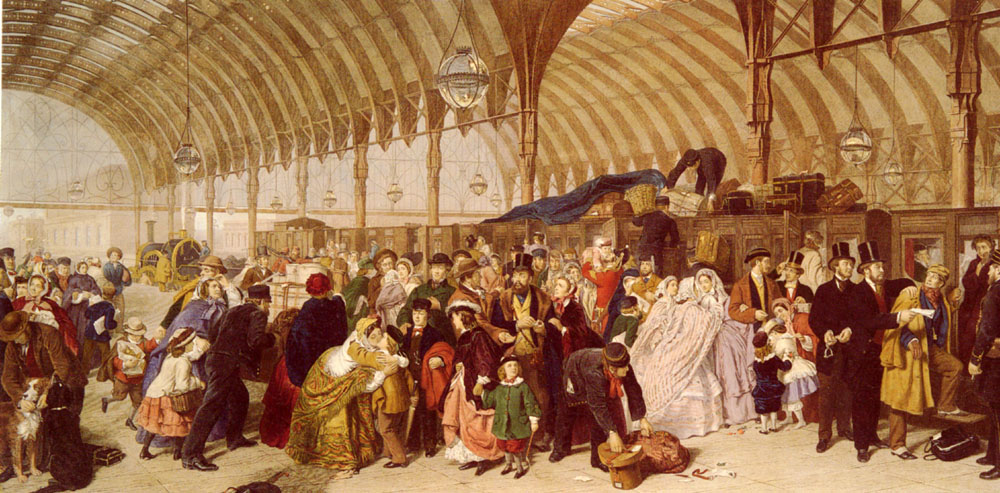
《기차역》, 1862년. 패딩턴 기차역을 묘사
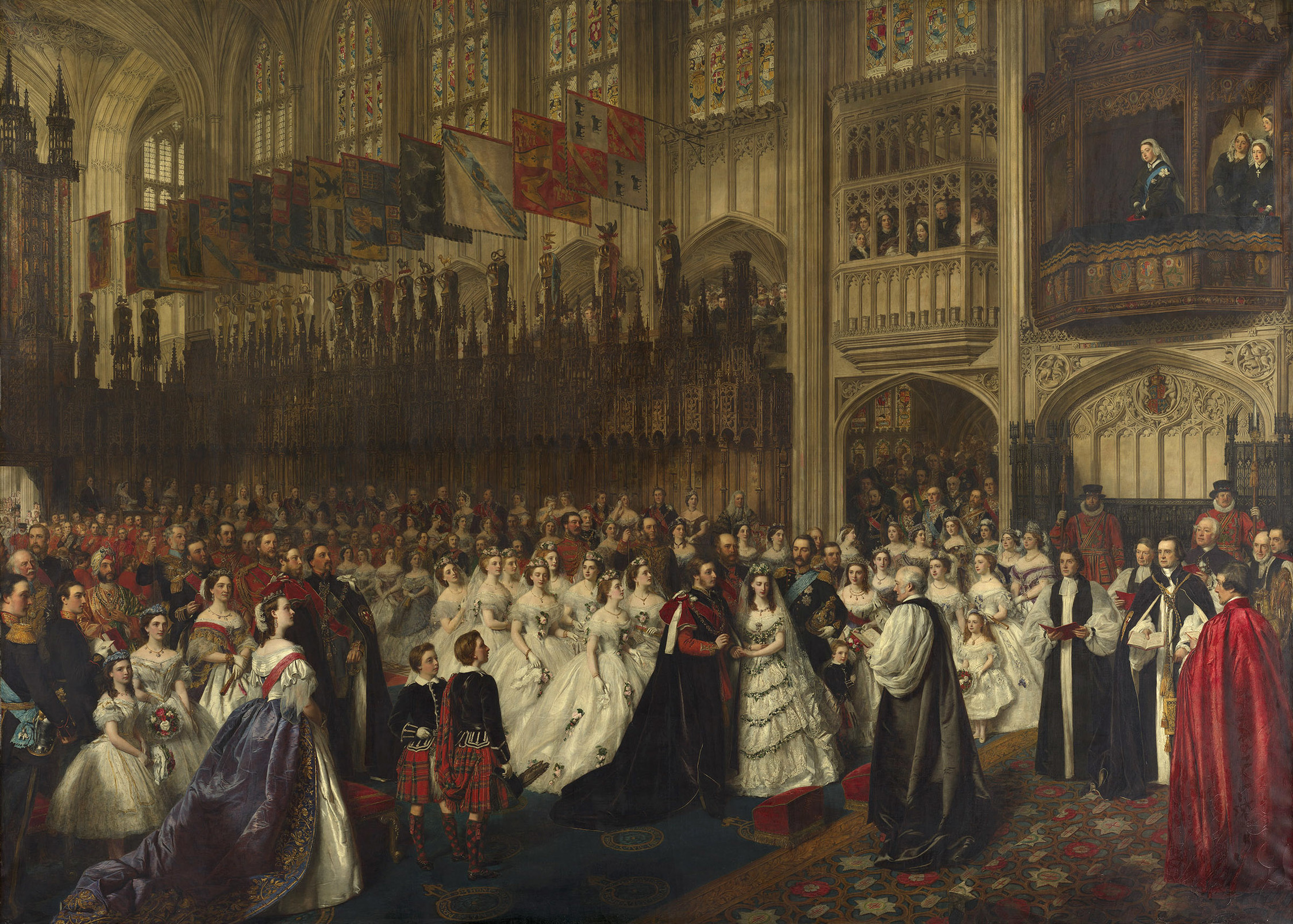
《웨일스 왕자의 결혼식》, 1865년. 앨버트 에드워드 왕자와 알렉산드라 공주의 결혼식을 묘사
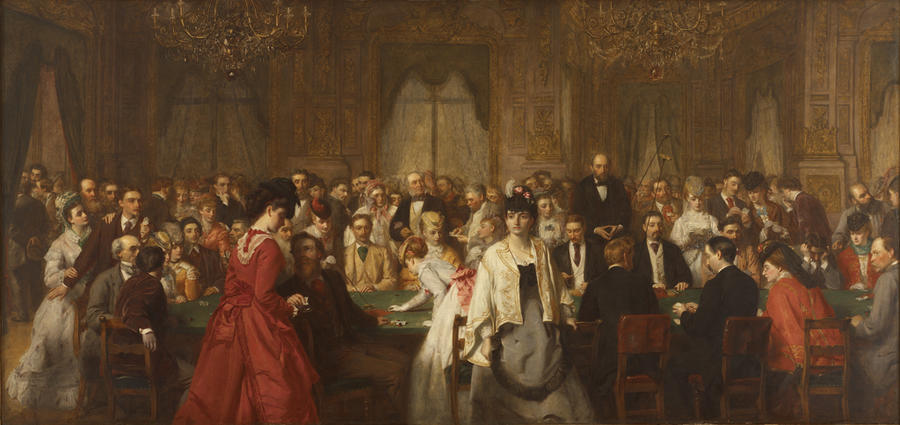
《옴부르크의 황금 살롱》, 1871년
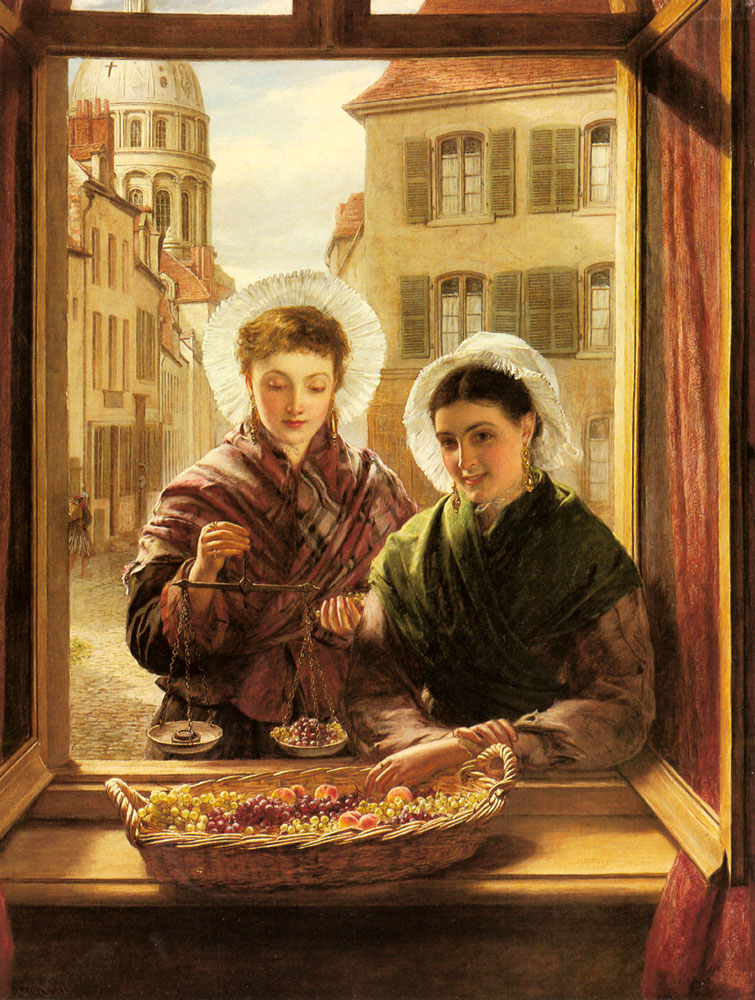
《불로뉴의 내 창가에서》, 1871년
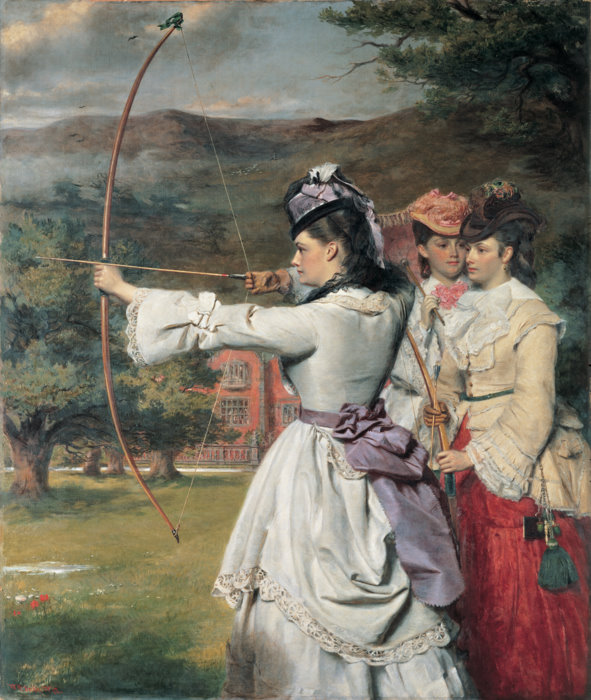
《아름다운 양궁 선수들》, 1872년
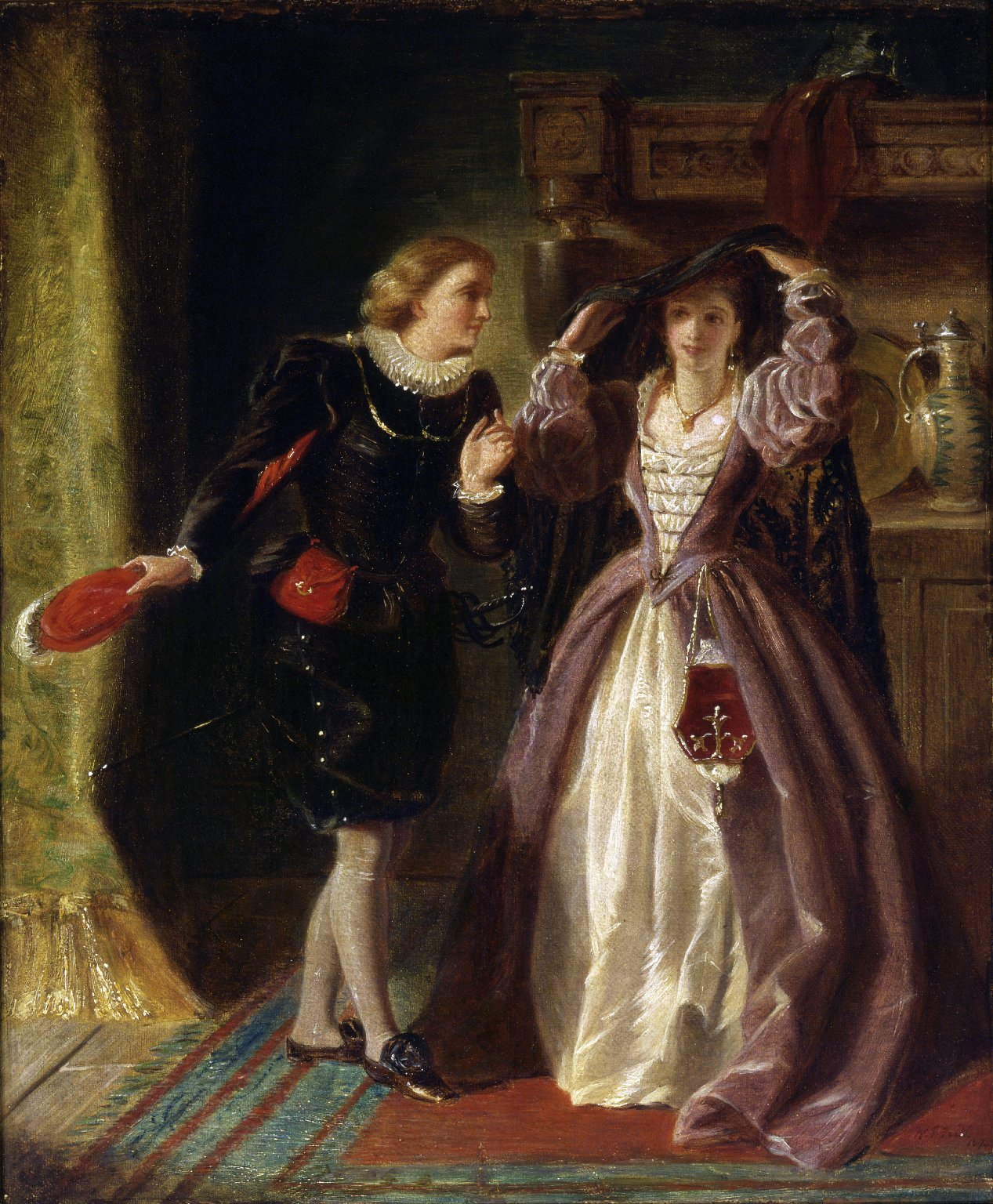
《베일을 벗는 올리비아》, 1874년. 윌리엄 셰익스피어의 《십이야》 1막 5장의 장면
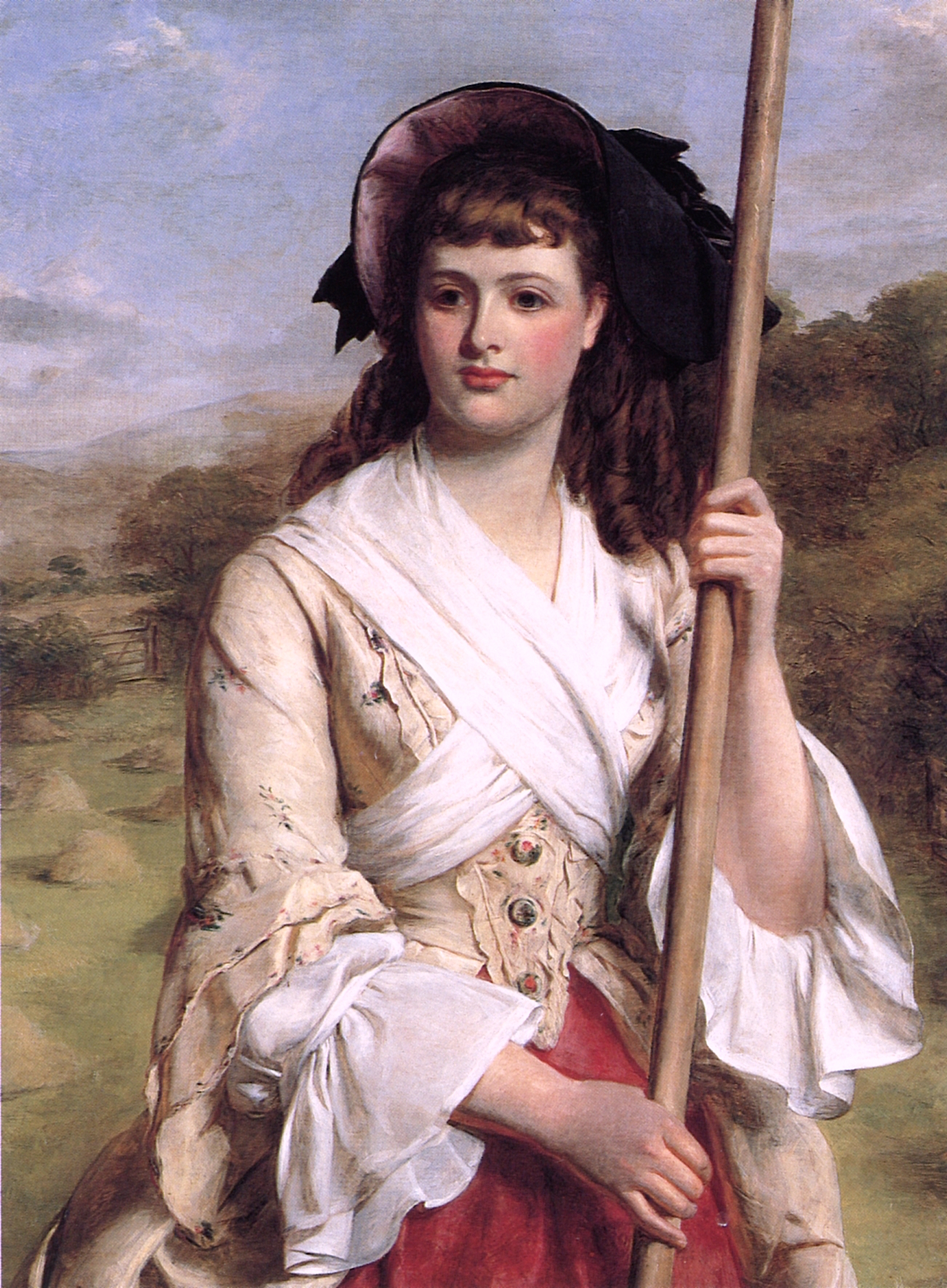
《폴리 피첨》, 1875년
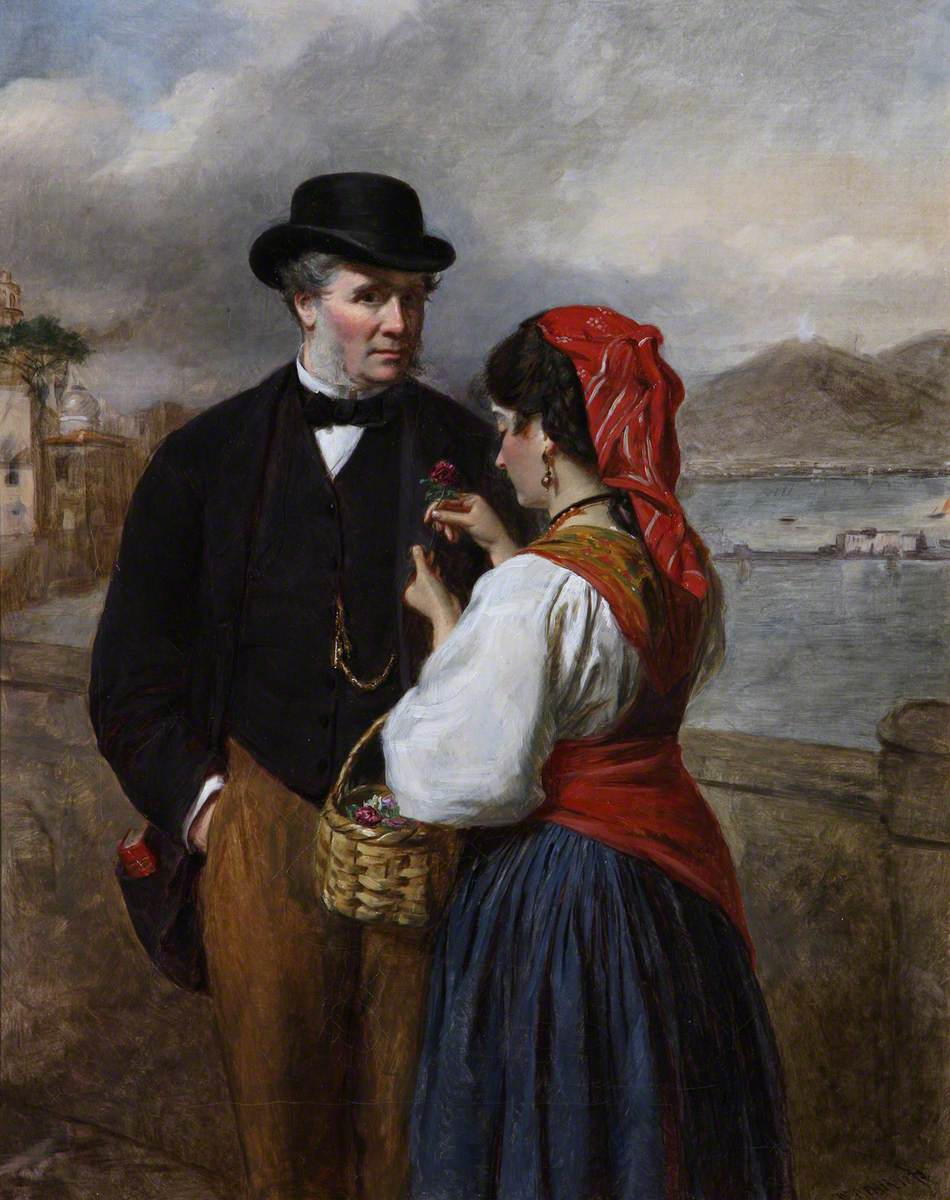
《나폴리에서, 화가의 초상》, 1875년
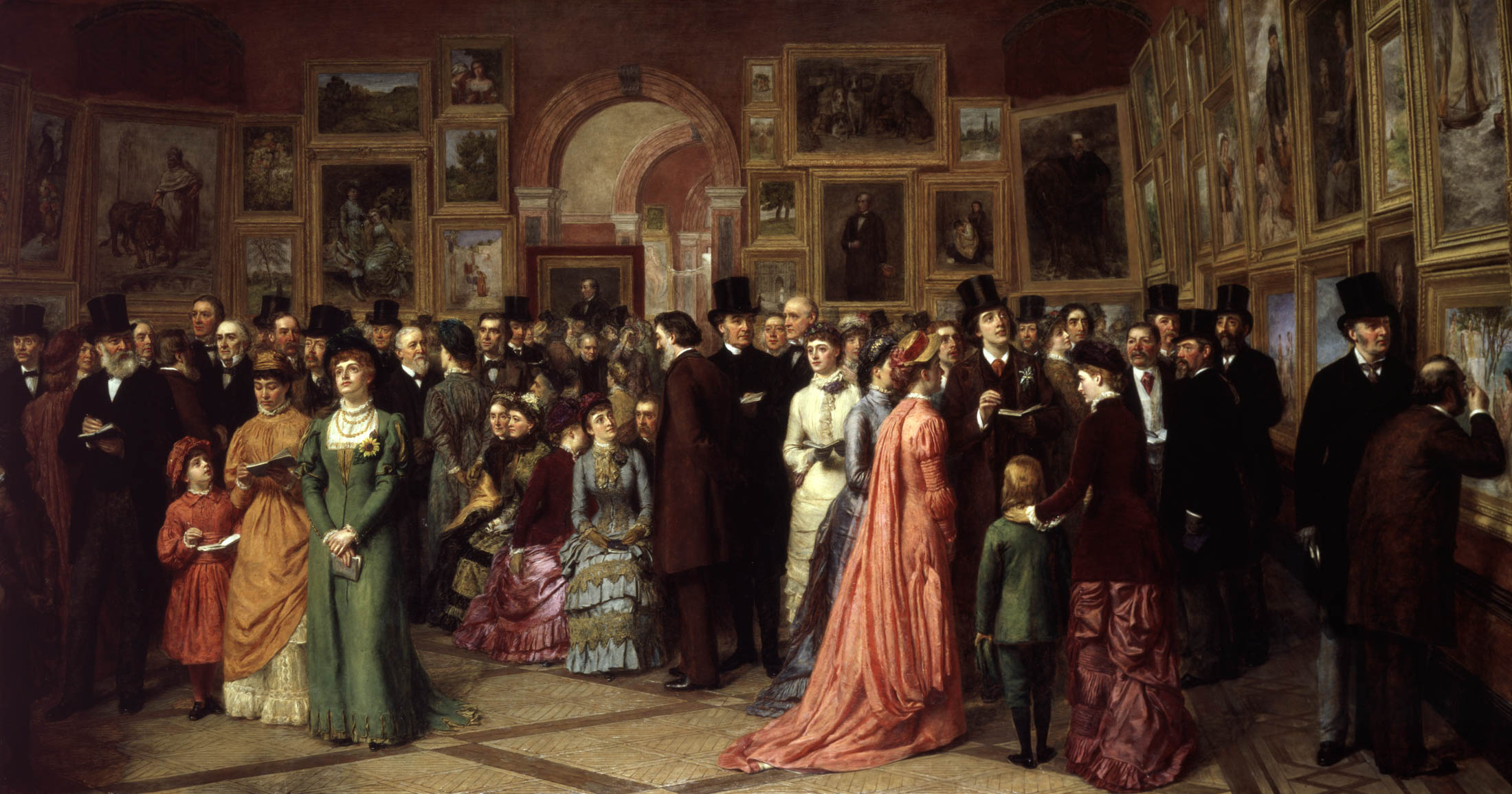
《왕립예술원에서의 사적인 관람, 1881》, 1883년, 프리스의 "파노라마" 중 하나로, 당시 미술계를 사적인 관람회에서 묘사하고 오스카 와일드와 유미주의 운동의 영향을 풍자함. 와일드는 오른쪽의 주요 인물로, 초록색 옷을 입은 소년 앞에 서 있음.

## 저서
- 《나의 자서전과 회상》(My Autobiography and Reminiscences, 1887년).[16] (비블리오바자르 재간행본, 2009: ISBN 1-116-49774-3)
- 《추가 회상록》(Further Reminiscences, 1888년)

- 《존 리치, 그의 생애와 작품》, 전2권(John Leech, His Life and Work, 1891년)

### 참고문헌
- Chisholm, Hugh, 편집. (1911). 〈Frith, William Powell〉. 《브리태니커 백과사전》 11판. 케임브리지 대학교 출판부.

## 더 읽어보기
- Bills, Mark (2006). William Powell Frith: Painting the Victorian Age. Yale University Press. ISBN 0-300-12190-3
- Wood, Christopher (2006). William Powell Frith: A Painter and His World. Sutton Publishing Ltd. ISBN 0-7509-3845-5